# Mehmed Emin Resulzade
Mehmed Emin Resulzade (Azerbeidzjaans: Məhəmməd Əmin Rəsulzadə) (Novxanı, Gouvernement Bakoe, Keizerrijk Rusland, 31 januari 1884 - Ankara, Turkije, 6 maart 1955) was de oprichter en eerste president van de Democratische Republiek Azerbeidzjan.

## Biografie
Resulzade werd geboren in Novxanı, een stad nabij Bakoe. In zijn jongere jaren richtte hij de Moslim Jeugdorganisatie Müsavat op, de eerste geheime organisatie in de geschiedenis van Azerbeidzjan. Vanaf 1903 schreef Resulzade columns in kranten en tijdschriften van de oppositie. Hij werkte samen met toekomstige communisten en Sociaal-Democraten en pleitte voor Azerbeidzjaanse autonomie en de afschaffing van de monarchie. In 1904 richtte hij de eerste islamitische sociaaldemocratische organisatie op: Hummet. Tevens werd hij hoofdredacteur van meerdere kranten.
Hij nam deel aan de Revolutie van 1905 tegen de Tsaar. Resulzade zou zelfs een jonge Jozef Stalin in 1905 onderdak hebben geboden toen de politie naar hem op zoek was in Bakoe voor het stichten van rellen. In 1909 vluchtte hij uit Bakoe om aan vervolging te ontkomen en nam deel aan de Iraanse Constitutionele Revolutie. In 1911 vluchtte Resulzade naar Istanbul, de hoofdstad van het Ottomaanse Rijk, nadat de Russen Iran binnenvielen om samen met de Britten de Iraanse Constitutionele Revolutie de kop in te drukken.
In Istanbul richtte hij in 1911 het tijdschrift Türk Yurdu (Land der Turken) op dat zich richtte op het Panturkisme. Na de amnestiewet in 1913 keerde Resulzade terug naar Bakoe, verliet hij Hummet en werd leider van de geheime Müsavat (Gelijkheid), een partij die voorstander was van Panturkisme.
De partij werd na de Februarirevolutie gelegaliseerd en werd de leidende partij voor moslims in de Kaukasus, nadat het zich samenvoegde met de Partij van Turkse Federalisten. De Oktoberrevolutie leidde tot de stichting van de Transkaukasische Democratische Federatieve Republiek en Resulzade werd de leider van de moslimfractie in de Transkaukasische Sejm, het parlement van Transkaukasië. Na het uiteenvallen van de Transkaukasische federatie, vormde de moslimfractie zich om naar de Nationale Raad van Azerbeidzjan, waar Resulzade leider van werd gekozen in mei 1918.
Op 28 mei 1918 verklaarde de Nationale Raad van Azerbeidzjan een onafhankelijke Democratische Republiek Azerbeidzjan. Het land werd het eerste moslimland met stemrecht voor vrouwen.
Na de val van de republiek in april 1920, toen het Rode Leger het land binnenviel, trok Resulzade naar Lahıc in de bergen om van daar het verzet te leiden tegen het Rode Leger. Het verzet werd echter verslagen en Resulzade werd gearresteerd. Omdat hij eerder Jozef Stalin had helpen te verbergen voor de politie, werd hij vrijgelaten en gebracht naar Rusland. Resulzade werkte twee jaar lang als woordvoerder van de overheid in Moskou. In 1922 werd hij overgeplaatst naar Sint-Petersburg en wist van daar te vluchten naar Finland.
Voor de rest van zijn leven leefde Resulzade in ballingschap in Turkije. Hij overleed uiteindelijk in 1955 en werd begraven in Ankara.